# تحليل النية للعلاج
يعتمد تحليل النية للعلاج في علم الطب على العلاج الأولي الذي تقدمه التجارب وليس على العلاج النهائي. يهدف تحليل النية للعلاج إلى تجنب العديد من الإجراءات المضللة التي يمكن أن تنشأ خلال الأبحاث مثل الاستنزاف غير العشوائي للمشاركين في دراسة أو بحث ما، وتعد تقنية تحليل النية للعلاج أبسط من الأشكال الأخرى لتصميم الدراسات وتحليلها، لأنها لا تتطلب مراقبة حالة الاستجابة للوحدات المخصصة للعلاجات المختلفة أو دمجها في التحليل، وعلى الرغم من استخدام تحليل النية للعلاج على نطاق واسع في التجارب السريرية المنشورة، إلا أنه يمكن وصفه بشكل غير صحيح من خلال بعض المشكلات في تطبيقه، بالإضافة لذلك لا يوجد إجماع حول كيفية إجراء تحليل النية للعلاج في ظل وجود بيانات النتائج المفقودة.

## الأهداف
توفر التجارب السريرية المحكمة التي نحللها من خلال تحليل النية للعلاج مقارنات غير متحيزة بين طرق العلاج. يهدف تحليل النية للعلاج لتجنب آثار الاستنزاف غير العشوائي لعينات في التجارب، مما قد يلغي التخصيص العشوائي لمجموعات العلاج في الدراسة. يوفر تحليل النية للعلاج معلومات حول الآثار المحتملة لسياسة العلاج بدلًا من الآثار المحتملة لعلاج نهائي معين.
أصبح تحليل النية للعلاج منذ أن بدأ في الستينيات مقبولًا على نطاق واسع لتحليل التجارب السريرية الخاضعة للرقابة.

### مثال
عند إجراء تحليل النية للعلاج لا يُستبعد أي من المرضى، بل نُحلل المرضى وفقًا لنظام توزيع عشوائي، بمعنى آخر يُعتبر كل شخص اختير عشوائيًا في التجربة جزءًا من التجربة بغض النظر عما إذا كان قد دخل في جزء من التجربة أو أكمل التجربة.
على سبيل المثال إذا كان الأشخاص الذين يعانون من مشاكل معينة يميلون إلى ترك الدراسة بمعدل أعلى، فقد يبدو حتى العلاج غير الفعال تمامًا أنه يوفر فوائد إذا قارن المرء الحالة قبل العلاج وبعده فقط لهؤلاء المتسربين من المدرسة.

## مسائل
يواجه الباحثون الطبيون صعوبات في إكمال تحليل النية للعلاج بسبب مشكلات التجارب السريرية مثل البيانات المفقودة أو ضعف الالتزام ببروتوكول العلاج، ولمعالجة بعض هذه المشكلات استبعدت العديد من التجارب السريرية المشاركين بعد التعيين العشوائي في تحليلهم، والذي يشار إليه غالبًا باسم تحليل النية المعدل للعلاج المعدل.

### البيانات المفقودة
من المشاكل المهمة التي تعترض تحليل النية للعلاج هي حدوث البيانات المفقودة للمشاركين في تجربة سريرية. يمكن أن يحدث هذا عندما لا يتابع المرضى لنهاية التجربة (مثل الانسحاب بسبب الآثار السلبية للعلاج) ولا يمكن الحصول على استجابة لهؤلاء المرضى، ومع ذلك لا يمكن التطبيق الكامل لتحليل النية للعلاج إلا في حالة وجود بيانات نتائج كاملة لجميع الموضوعات العشوائية للتجارب، ومن أجل تضمين هؤلاء المشاركين في التحليل، يمكن احتساب بيانات النتائج التي تتضمن وضع افتراضات حول نتائج المشاركين المفقودين.

### التقيد بالبروتوكول
يتطلب تحليل النية للعلاج إدراج المشاركين حتى لو لم يلتزموا بالبروتوكول بشكل كامل، ويجب إبقاء المشاركين الذين انحرفوا عن البروتوكول (على سبيل المثال: عن طريق عدم الالتزام بالإجراء الطبي الموصوف، أو الانسحاب من العلاج الفعال) في التحليل. سنلاحظ أن الاختلاف الشديد هنا يتمثل بالمشاركين الذين يتلقون العلاج من المجموعة دون أن تكون قد خصصت لهم بالأصل، والذين من المفترض أن يظلوا في مجموعتهم الأصلية للتحليل، وفي هذه الحالة يمكن استخراج البيانات المناسبة من تقارير التجارب. الأساس المنطقي لهذا النهج هو أننا في المقام الأول نريد تقدير آثار تخصيص التدخل في الممارسة العملية، وليس التأثيرات في مجموعة فرعية من المشاركين الذين يلتزمون بالتداخل الطبي.